# Wahlkreis Meuse II
Der Wahlkreis Meuse II ist seit 1986 ein Wahlkreis für die Wahlen zur Nationalversammlung im Département Meuse.

## Geographie
Der Wahlkreis liegt im Norden des Départements. Auf seinem Gebiet liegt auch die Stadt Verdun, bekannt aus dem  Ersten Weltkrieg.

## Abgeordnete des Wahlkreises
Von 1988 bis 2017 wurde der Wahlkreis vom Sozialisten Jean-Louis Dumont, dem ehemaligen Bürgermeister  Verdun im Parlament vertreten, mit Ausnahme der Zeit von  1993 bis 1997, als der Wahlkreis vom Gaullisten vom RPR  Arsène Lux repräsentiert wurde.
| Legislatur- periode | Gewählt | Gewählt           | Partei                           |
| ------------------- | ------- | ----------------- | -------------------------------- |
| 9.                  |         | Jean-Louis Dumont | Parti socialiste                 |
| 10.                 |         | Arsène Lux        | Rassemblement pour la République |
| 11.                 |         | Jean-Louis Dumont | Parti socialiste                 |
| 12.                 |         | Jean-Louis Dumont | Parti socialiste                 |
| 13.                 |         | Jean-Louis Dumont | Parti socialiste                 |
| 14.                 |         | Jean-Louis Dumont | Parti socialiste                 |
| 15.                 |         | Émilie Cariou     | La République En Marche          |
| 16.                 |         | Florence Goulet   | Rassemblement National           |

## Wahlergebnisse

### Parlamentswahl 2012
| Kandidaten               | Kandidaten               | Parteien                                         | 1. Wahlgang | 1. Wahlgang | 2. Wahlgang | 2. Wahlgang |
| Kandidaten               | Kandidaten               | Parteien                                         | Stimmen     | %           | Stimmen     | %           |
| ------------------------ | ------------------------ | ------------------------------------------------ | ----------- | ----------- | ----------- | ----------- |
|                          | Jean-Louis Dumontgewählt | SOC – Parti socialiste                           | 12.581      | 35,9        | 17.286      | 51,5        |
|                          | Claude Léonard           | UMP – Union pour un mouvement populaire          | 9.089       | 25,9        | 16.257      | 48,5        |
|                          | Gilbert Prot             | FN – Front national                              | 5.821       | 16,6        |             |             |
|                          | Julien Didry             | DVD – Unabh.                                     | 4.865       | 13,9        |             |             |
|                          | Éric Bernardi            | FG – Front de gauche (Parti communiste français) | 1.421       | 4,1         |             |             |
|                          | Dominique Ronga          | VEC – Europe Écologie-Les Verts                  | 909         | 2,6         |             |             |
|                          | Marcel Perin             | EXG – Lutte Ouvrière                             | 201         | 0,6         |             |             |
|                          | Véronique Bucaille       | NCE – Les Centristes                             | 196         | 0,6         |             |             |
| Gesamt                   | Gesamt                   | Gesamt                                           | 35.083      | 100         | 33.543      | 100         |
|                          |                          |                                                  |             |             |             |             |
| Ungültige Stimmen        | Ungültige Stimmen        | Ungültige Stimmen                                | 459         | 1,3         | 1.335       | 3,8         |
| Wähler                   | Wähler                   | Wähler                                           | 35.542      | 58,0        | 34.878      | 56,9        |
| Wahlberechtigte          | Wahlberechtigte          | Wahlberechtigte                                  | 61.307      |             | 61.296      |             |
|                          |                          |                                                  |             |             |             |             |
| Quelle: Innenministerium |                          |                                                  |             |             |             |             |

### Parlamentswahl 2017
| Kandidaten               | Kandidaten                   | Parteien                               | 1. Wahlgang | 1. Wahlgang | 2. Wahlgang | 2. Wahlgang |
| Kandidaten               | Kandidaten                   | Parteien                               | Stimmen     | %           | Stimmen     | %           |
| ------------------------ | ---------------------------- | -------------------------------------- | ----------- | ----------- | ----------- | ----------- |
|                          | Émilie Cariougewählt         | REM – La République en marche          | 7.777       | 27,1        | 14.969      | 62,8        |
|                          | Éric Vilain                  | FN – Front national                    | 5.349       | 18,6        | 8.881       | 37,2        |
|                          | Jérôme Dumont                | DVD – Unabh. (LR Dissident)            | 5.181       | 18,1        |             |             |
|                          | Pierre Regent                | LR – Les Républicains                  | 3.500       | 12,2        |             |             |
|                          | Jean-Louis Dumont            | SOC – Parti socialiste                 | 2.848       | 9,9         |             |             |
|                          | Michaël Clément              | LFI – La France insoumise              | 2.000       | 7,0         |             |             |
|                          | François-Xavier Franceschini | COM – Parti communiste français        | 842         | 2,9         |             |             |
|                          | Yves Dhyvert                 | ECO – Mouvement écologiste indépendant | 810         | 2,8         |             |             |
|                          | Marcel Périn                 | EXG – Lutte Ouvrière                   | 257         | 0,9         |             |             |
|                          | Maryse Vasseur               | DIV – Union populare républicaine      | 134         | 0,5         |             |             |
| Gesamt                   | Gesamt                       | Gesamt                                 | 28.698      | 100         | 23.850      | 100         |
|                          |                              |                                        |             |             |             |             |
| Leere Stimmzettel        | Leere Stimmzettel            | Leere Stimmzettel                      | 462         | 1,6         | 2.025       | 7,6         |
| Ungültige Stimmzettel    | Ungültige Stimmzettel        | Ungültige Stimmzettel                  | 162         | 0,6         | 690         | 2,6         |
| Wähler                   | Wähler                       | Wähler                                 | 29.322      | 48,6        | 26.565      | 44,1        |
| Wahlberechtigte          | Wahlberechtigte              | Wahlberechtigte                        | 60.279      |             | 60.274      |             |
|                          |                              |                                        |             |             |             |             |
| Quelle: Innenministerium |                              |                                        |             |             |             |             |

### Parlamentswahl 2022
| Kandidaten               | Kandidaten             | Parteien                                                                         | 1. Wahlgang | 1. Wahlgang | 2. Wahlgang | 2. Wahlgang |
| Kandidaten               | Kandidaten             | Parteien                                                                         | Stimmen     | %           | Stimmen     | %           |
| ------------------------ | ---------------------- | -------------------------------------------------------------------------------- | ----------- | ----------- | ----------- | ----------- |
|                          | Florence Gouletgewählt | RN – Rassemblement National                                                      | 8.693       | 32,7        | 13.269      | 53,5        |
|                          | Anne Bois              | ENS – Ensemble ! (La République en marche)                                       | 5.101       | 19,2        | 11.534      | 46,5        |
|                          | Johan Laflotte         | NUP – Nouvelle union populaire écologique et sociale (Europe Écologie Les Verts) | 4.318       | 16,2        |             |             |
|                          | Jean-Marie Addenet     | LR – Les Républicains                                                            | 3.588       | 13,5        |             |             |
|                          | Pascal Haros           | DVG – Unabh. (PS Dissident)                                                      | 1.822       | 6,8         |             |             |
|                          | Yves Dhyvert           | ECO – Mouvement écologiste indépendant                                           | 778         | 2,9         |             |             |
|                          | Michel Menneson        | REC – Reconquête                                                                 | 676         | 2,5         |             |             |
|                          | Martin Gallic          | DVC – Unabh.                                                                     | 658         | 2,5         |             |             |
|                          | Michel Testi           | ECO – Parti animaliste                                                           | 368         | 1,4         |             |             |
|                          | Nicolas Bedel          | DSV – Les Patriotes                                                              | 353         | 1,3         |             |             |
|                          | Pierre Nordemann       | DXG – Lutte Ouvrière                                                             | 247         | 0,9         |             |             |
|                          | Jean-Luc Duret         | DVC – Unabh. (REM Dissident)                                                     | 1           | 0,0         |             |             |
| Gesamt                   | Gesamt                 | Gesamt                                                                           | 26.605      | 100         | 24.803      | 100         |
|                          |                        |                                                                                  |             |             |             |             |
| Leere Stimmzettel        | Leere Stimmzettel      | Leere Stimmzettel                                                                | 453         | 1,7         | 1.480       | 5,5         |
| Ungültige Stimmzettel    | Ungültige Stimmzettel  | Ungültige Stimmzettel                                                            | 156         | 0,6         | 529         | 2,0         |
| Wähler                   | Wähler                 | Wähler                                                                           | 27.214      | 45,7        | 26.812      | 45,0        |
| Wahlberechtigte          | Wahlberechtigte        | Wahlberechtigte                                                                  | 59.520      |             | 59.519      |             |
|                          |                        |                                                                                  |             |             |             |             |
| Quelle: Innenministerium |                        |                                                                                  |             |             |             |             |

### Parlamentswahl 2024
| Kandidaten               | Kandidaten             | Parteien                                       | Stimmen | %    |
| ------------------------ | ---------------------- | ---------------------------------------------- | ------- | ---- |
|                          | Florence Gouletgewählt | RN – Rassemblement National                    | 19.011  | 50,6 |
|                          | Jérôme Dumont          | DVD – Unabh.                                   | 11.976  | 31,9 |
|                          | Johan Laflotte         | UG – Nouveau Front populaire (Les Écologistes) | 5.391   | 14,4 |
|                          | Valentine Lafue        | ECO – Mouvement écologiste indépendant         | 742     | 2,0  |
|                          | Pierre Nordemann       | EXG – Lutte Ouvrière                           | 431     | 1,1  |
| Gesamt                   | Gesamt                 | Gesamt                                         | 37.551  | 100  |
|                          |                        |                                                |         |      |
| Leere Stimmzettel        | Leere Stimmzettel      | Leere Stimmzettel                              | 691     | 1,8  |
| Ungültige Stimmzettel    | Ungültige Stimmzettel  | Ungültige Stimmzettel                          | 357     | 0,9  |
| Wähler                   | Wähler                 | Wähler                                         | 38.599  | 65,2 |
| Wahlberechtigte          | Wahlberechtigte        | Wahlberechtigte                                | 59.230  |      |
|                          |                        |                                                |         |      |
| Quelle: Innenministerium |                        |                                                |         |      |

## Weblink
- Les archives des résultats des élections en France. In: Ministere de l’Interieur. Abgerufen am 3. November 2023 (französisch).